# 9453 Мальорка
9453 Мальорка (9453 Mallorca) — астероїд головного поясу, відкритий 19 березня 1998 року.
Тіссеранів параметр щодо Юпітера — 3,228.